# Pathoomphone
Pathoumphone là một huyện (muang, mường) thuộc tỉnh Champasack ở hạ Lào .